# Saturnino Martínez
Saturnino Martínez (1928 – 1960. november 7.) mexikói válogatott labdarúgó, hátvéd.

## Pályafutása
Karrierje során több mexikói klubban megfordult. Első csapata az España volt, melyben két évet töltött. Ezt követően három évet játszott a Club Leónban, amellyel 1952-ben bajnoki címet is ünnepelhetett. Utolsó éveiben két rövidebb időszak erejéig a Necaxa és az Atlante játékosa is volt. 
A válogatottban összesen hét meccse van, és részt vett az 1954-es vb-n.